# Hrubieszów
Hrubieszów (do 1802 niekiedy Rubieszów, ukr. Грубешів, Hrubesziw, hebr. ‏הרוביישוב‎) – miasto w południowo-wschodniej Polsce, w województwie lubelskim, siedziba powiatu hrubieszowskiego oraz gminy wiejskiej Hrubieszów.
Według danych GUS z 31 grudnia 2019 r. Hrubieszów liczył 17 528 mieszkańców.
W okolicach miasta znajdują się liczne wczesnośredniowieczne cmentarzyska, kurhany i inne odkrycia archeologiczne (m.in. w Gródku, Masłomęczu i Kryłowie).

## Położenie
Miasto jest położone w ramionach rzeki Huczwy, dopływu Bugu i znajduje się zaledwie 18 km od przejścia granicznego z Ukrainą w Zosinie (5 km w linii prostej przez Bug). Hrubieszów jest najdalej na wschód wysuniętym miastem Polski, leżącym w środku Kotliny Hrubieszowskiej (Wyżyna Wołyńska). Region głównie rolniczy w rejonie najżyźniejszych gleb Polski – czarnoziemu.
Okolice Hrubieszowa leżą w obrębie dawnych Grodów Czerwieńskich. Hrubieszów leży na historycznej Rusi Czerwonej, pierwotnie stanowił część ziemi bełskiej, w XIV wieku został przyłączony do ziemi chełmskiej. W latach 1975–1998 miasto administracyjnie należało do województwa zamojskiego.
Według danych z 1 stycznia 2009 powierzchnia miasta wynosi 33,03 km². Miasto stanowi 2,6% powierzchni powiatu.
Według danych z roku 2008 71,0% powierzchni Hrubieszowa stanowiły użytki rolne, a użytki leśne 2,5%
Zarówno powiat, jak i miasto leżą na terenie Nadbużańskiego Obszaru Chronionego Krajobrazu.

## Historia

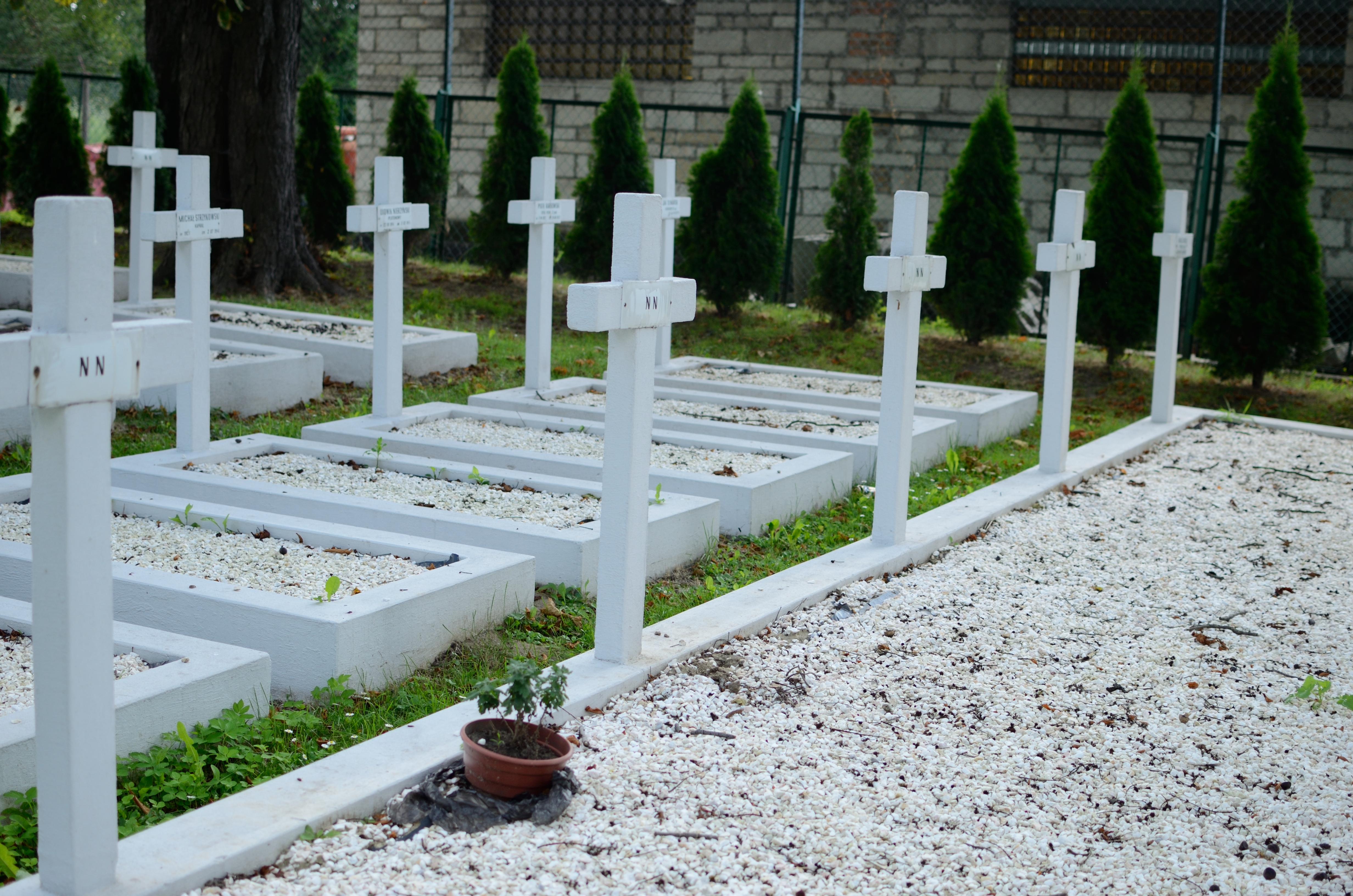
Cmentarz wojskowy

Hrubieszów (aż do 1802 r. Rubieszów) to najdalej wysunięte na wschód miasto Polski. Położone jest nad Huczwą, dopływem Bugu, w odległości 5 km od granicy z Ukrainą. Przypuszcza się, że istniał tu, na wyspie oblanej wodami Huczwy, gród obronny należący do Grodów Czerwieńskich. Pierwsza wzmianka o Hrubieszowie pochodzi z 1254, jako osadzie wśród lasów, posiadającej dwór myśliwski. Rolę stanicy myśliwskiej będzie pełnił jeszcze w czasach jagiellońskich, co zostało uwiecznione w jego herbie wyobrażającym jelenią głowę, między rogami której umieszczone są dwa krzyże z napisem wokoło, nadanym przez króla Zygmunta Augusta (w poł. XVI w.).
W 1366 wraz z całą Rusią Czerwoną został ponownie przyłączony do Polski. W 1388 Władysław Jagiełło nadał Hrubieszów księciu mazowieckiemu Ziemowitowi IV. Około 1393 gród został włączony do ziemi chełmskiej. Prawa miejskie magdeburskie Hrubieszów uzyskał w roku 1400 z rąk Władysława Jagiełły. Prawdopodobnie w końcu XIV w. wzniesiono drewniany zamek, będący siedzibą starosty. W latach 1411, 1413, 1430 gościł w nim fundator miasta – król Władysław Jagiełło. Duże znaczenie dla miasta miał przywilej wydany przez Kazimierza Jagiellończyka nakazujący zmierzającym z Rusi na Mazowsze, Śląsk i Wielkopolskę wybieranie drogi przez Hrubieszów.
Pomyślny rozwój przerwały najazdy Tatarów, którzy w latach 1498–1626 wielokrotnie grabili i niszczyli miasto. W 1661 r. zniszczony został hrubieszowski zamek. Hrubieszów wchodził w skład starostwa hrubieszowskiego, położony był w XVIII wieku w ziemi chełmskiej.
W wyniku I rozbioru Polski w 1772 r. Hrubieszów znalazł się w zaborze austriackim, w którym pozostał do roku 1809. Należał do gubernium lwowskiego, początkowo (do 1782 r.) do cyrkułu Bełz z siedzibą w Zamościu, gdzie w latach 1773-1775 był siedzibą okręgu, a następnie do cyrkułu zamojskiego. W wydanym po raz pierwszy w 1786 r. dziełku pt. „Geografia (...) Galicyi i Lodomeryi” jego autor, hrabia Ewaryst Andrzej Kuropatnicki, nie poświęcił miastu wiele miejsca, pisząc o nim tylko: Miasto nad rzeką Huczwą, nic niema do zaszczytu prócz kościoła, w którym są groby Kuropatnickich i Kurdwanowskich, którzy się do fundacyi tego kościoła znakomicie przykładali, jako i klasztoru dominikańskiego. Do tego to kościoła XX. Dominikanów fara teraz przeniesiona.
W latach 1809–1815 Hrubieszów należał do Księstwa Warszawskiego. Ostatecznie w 1815 r. został przyłączony do Królestwo Polskiego (Kongresowego) pod panowaniem Imperium Rosyjskiego (zabór rosyjski).
W 1800 r. wsie dawnego starostwa kupił Stanisław Staszic, który w 1816 r. na swoich dobrach założył fundację „Towarzystwo Rolnicze Hrubieszowskie”. Była to pierwsza w Europie organizacja przedspółdzielcza, działająca do 1945 r.
20 sierpnia 1847 w mieście urodził się pisarz Bolesław Prus.
W połowie XIX w. Hrubieszów był drugim co do wielkości (po Lublinie) miastem guberni lubelskiej. Miasto rozwijało się szybko, w 1909 r. liczyło 15 tys. mieszkańców. Od początku swego istnienia było miastem wielokulturowym, obok Rusinów i Polaków, już od XV w., osiedlili się tutaj Żydzi. W 1939 r., przed wybuchem wojny, większość mieszkańców Hrubieszowa stanowili Żydzi i Polacy, z niewielką domieszką Ukraińców i przedstawicieli innych narodowości. Po wymordowaniu Żydów podczas II wojny światowej i wysiedleniu mniejszości ukraińskiej po 1945 r. Hrubieszów stał się jednolitym etnicznie miastem, zamieszkałym niemalże tylko i wyłącznie przez Polaków.
W latach 1903–1906 na polecenie cara Mikołaja II Romanowa zbudowano w Hrubieszowie koszary dla 7. Pułku Ułanów Oliwiopolskich.
W 1915 r. w czasie I wojny światowej w głąb Rosji przymusowo ewakuowano ludność prawosławną. Tego samego roku Rosjanie w końcu opuścili Hrubieszów, a do miasta wkroczyły wojska austro-węgierskie, okupując je w ramach Genaralnego Gubernatorstwa. 
W 1918 roku okupację austriacka Hrubieszowa przerwały oddziały wojska polskiego. Miasto stało się wówczas częścią odrodzonej Polski.
Po odzyskaniu niepodległości, w 1919 r. dochodziło wokół miasta do szeregu starć robotników rolnych atakujących dwory z chroniącymi je policją i żandarmerią wojskową. W rezultacie starć śmierć poniosło 70 fornali.
W sierpniu 1920 roku toczyły się tu walki wojny polsko-bolszewickiej. W październiku 1920 do garnizonu w Hrubieszowie został przydzielony 2 pułk strzelców konnych, w którym służbę pełnił m.in. mjr Henryk Dobrzański – późniejszy „Hubal”.
Pod koniec sierpnia 1939 r. w Hrubieszowie powstał Ośrodek Zapasowy Wołyńskiej Brygady Kawalerii. Sformowano z niego improwizowane Zgrupowanie Kawalerii ppłk. Kazimierza Halickiego, które w kampanii wrześniowej walczyło w składzie Grupy „Włodzimierz”, a następnie Grupy „Dubno”.
14 września 1939 r. miasto została zajęte przez wojska niemieckie, a po 17 września przez Armię Czerwoną. W październiku tegoż roku do Hrubieszowa ponownie wkroczyli Niemcy. W 1940 r. okupanci niemieccy wywieźli inteligencję hrubieszowską do obozów koncentracyjnych oraz dokonali kilku masowych egzekucji, w tym 16 kwietnia 1942 r. (16 osób) i 6 stycznia 1944 r. (50 osób). W latach 1943–1944 nacjonaliści ukraińscy z OUN-UPA dokonali na terenie powiatów hrubieszowskiego licznych zbrodni na ludności polskiej.
W drugiej połowie lipca 1944 r. wojska sowieckie zajęły Lubelszczyznę. 26 sierpnia rozbiły pod Hrubieszowem oddziały Armii Krajowej, idące na pomoc Powstaniu Warszawskiemu. Pod koniec II wojny światowej na terenie miasta funkcjonował obóz specjalny NKWD dla AK i opozycji.
W nocy z 27 na 28 maja 1946 placówki MO i MBP w Hrubieszowie stały się celem wspólnej akcji WiN i UPA. W wyniku akcji uwolniono z aresztu UB 20 osób, w tym 5 Ukraińców. Zniszczono budynki PPR i starostwa. Wykonano wyrok śmierci na dwóch działaczach PPR. Stacjonujący w mieście 5 Pułk Piechoty WP zachował się biernie.

### Żydzi w Hrubieszowie

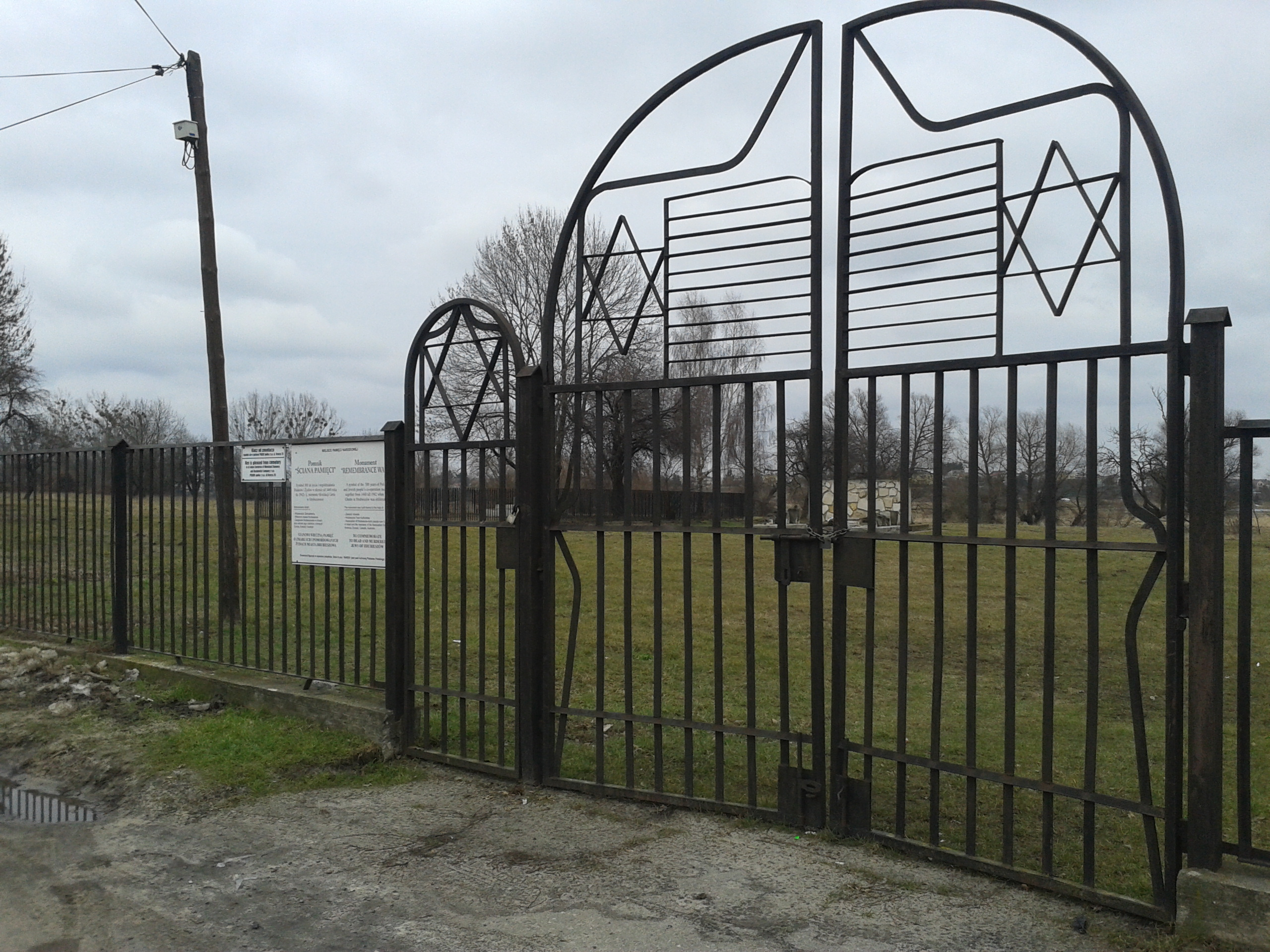
Cmentarz żydowski

Pierwsze wzmianki o Żydach pochodzą z 1444, natomiast dokument z roku 1456 wymienia dwóch kupców żydowskich, którym nadano prawo zaopatrywania dworu. W drugiej połowie XVI wieku Żydzi uzyskali prawo do zamieszkania w wydzielonej części miasta i do wybudowania synagogi, a wymieniony imiennie Abraham otrzymał prawo destylowania wódki. W 1736 roku wybuchł pożar, który zniszczył większą część miasta, w tym 27 żydowskich domów i synagogę. Żydzi zajmowali się głównie rzemiosłem i handlem produktami rolnymi, a gmina żydowska szybko się rozrastała – w roku 1765 zamieszkiwało Hrubieszów 709 Żydów, w 1897 – 5352, a w 1939 – już ok. 11 750.
Niemcy zniszczyli obie żydowskie synagogi, cmentarz i prywatne domy modlitwy. Po wybuchu wojny, część Żydów próbowała ratować się ucieczką na teren ZSRR. Reszta trafiła do utworzonego przez Niemców getta. W maju liczyło ono 5690 osób. W czerwcu 1942 roku Niemcy koncentrowali w hrubieszowskim getcie Żydów z całego powiatu, w wyniku czego liczba jego mieszkańców wzrosła do ok. 10 tys. W dniach 2–10 czerwca 1942 większość mieszkańców getta wywieziono do obozu zagłady w Sobiborze, a 500 osób rozstrzelano na cmentarzu żydowskim. Kolejny transport do Sobiboru (ponad 2 tys. osób) skierowano w październiku 1942. Ostatnich 200 Żydów, pozostawionych do uporządkowania terenu getta, w lipcu lub wrześniu 1943 wywieziono do obozu pracy w Budzyniu.

## Demografia
Dane z 31 grudnia 2023:
| Opis                              | Ogółem | Ogółem | Kobiety | Kobiety | Mężczyźni | Mężczyźni |
| --------------------------------- | ------ | ------ | ------- | ------- | --------- | --------- |
| Jednostka                         | osób   | %      | osób    | %       | osób      | %         |
| Populacja                         | 15 935 | 100    | 8367    | 52,57   | 7568      | 47,49     |
| Gęstość zaludnienia [mieszk./km²] | 482,6  | 482,6  | 278,6   | 278,6   | 252       | 252       |

Według danych z 31 grudnia 2023 r. miasto miało 15 935 mieszkańców.
Według Raportu o Stanie Miasta za rok 2023 średni dochód na mieszkańca wynosił 6354 zł.
- Liczba ludności miasta Hrubieszów w ciągu sześciu ostatnich stuleci

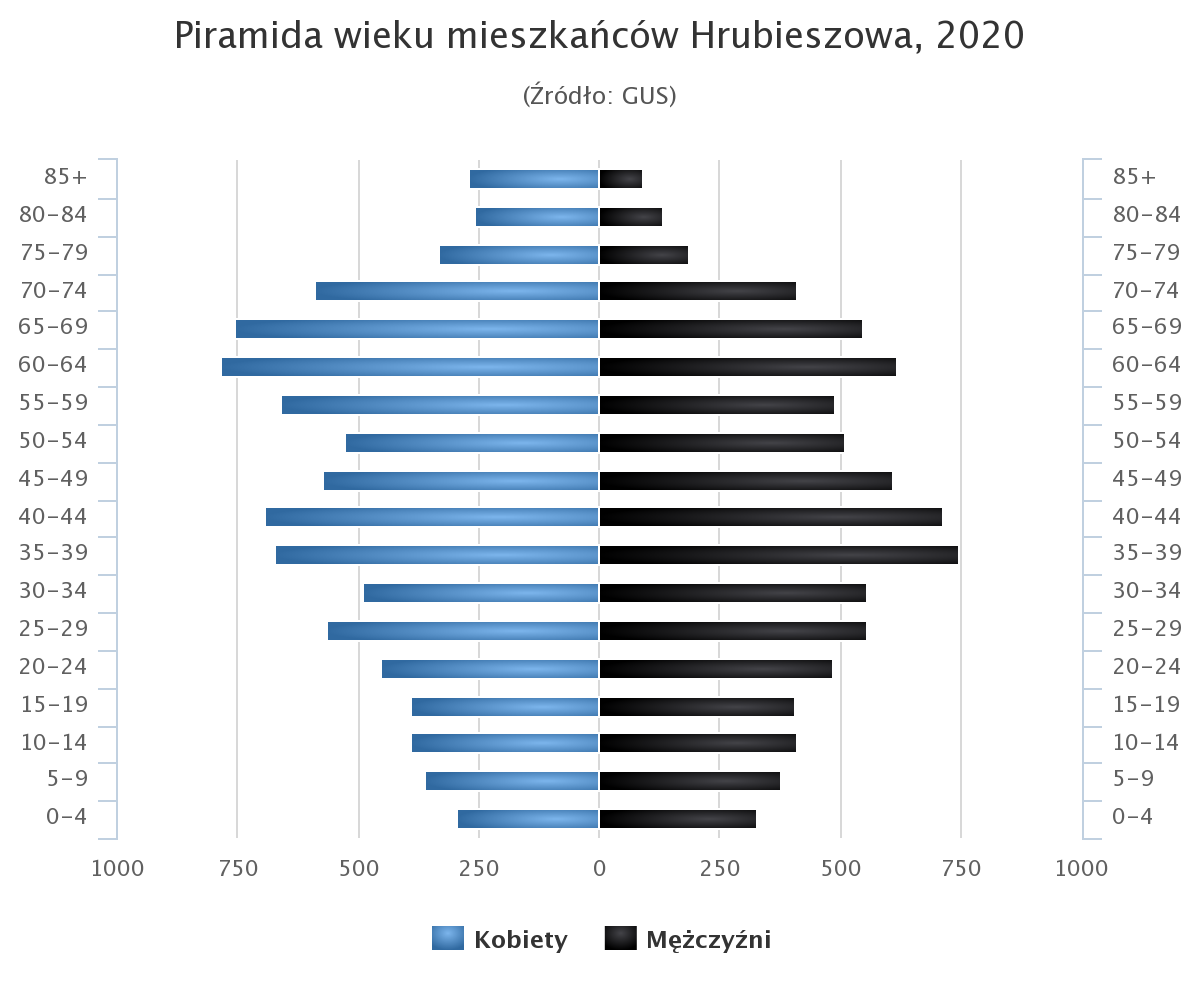
Piramida wieku mieszkańców Hrubieszowa w 2020 roku

## Podział administracyjny
Miasto jest podzielone na następujące jednostki pomocnicze:

- Pobereżany
- Polna
- Podgórze[23]
- Śródmieście
- Sołectwo Sławęcin
- Żeromskiego
- Jagiellońskie
- Kolejarz
- Piłsudskiego
- Zielone
- Garnizon

## Zabytki

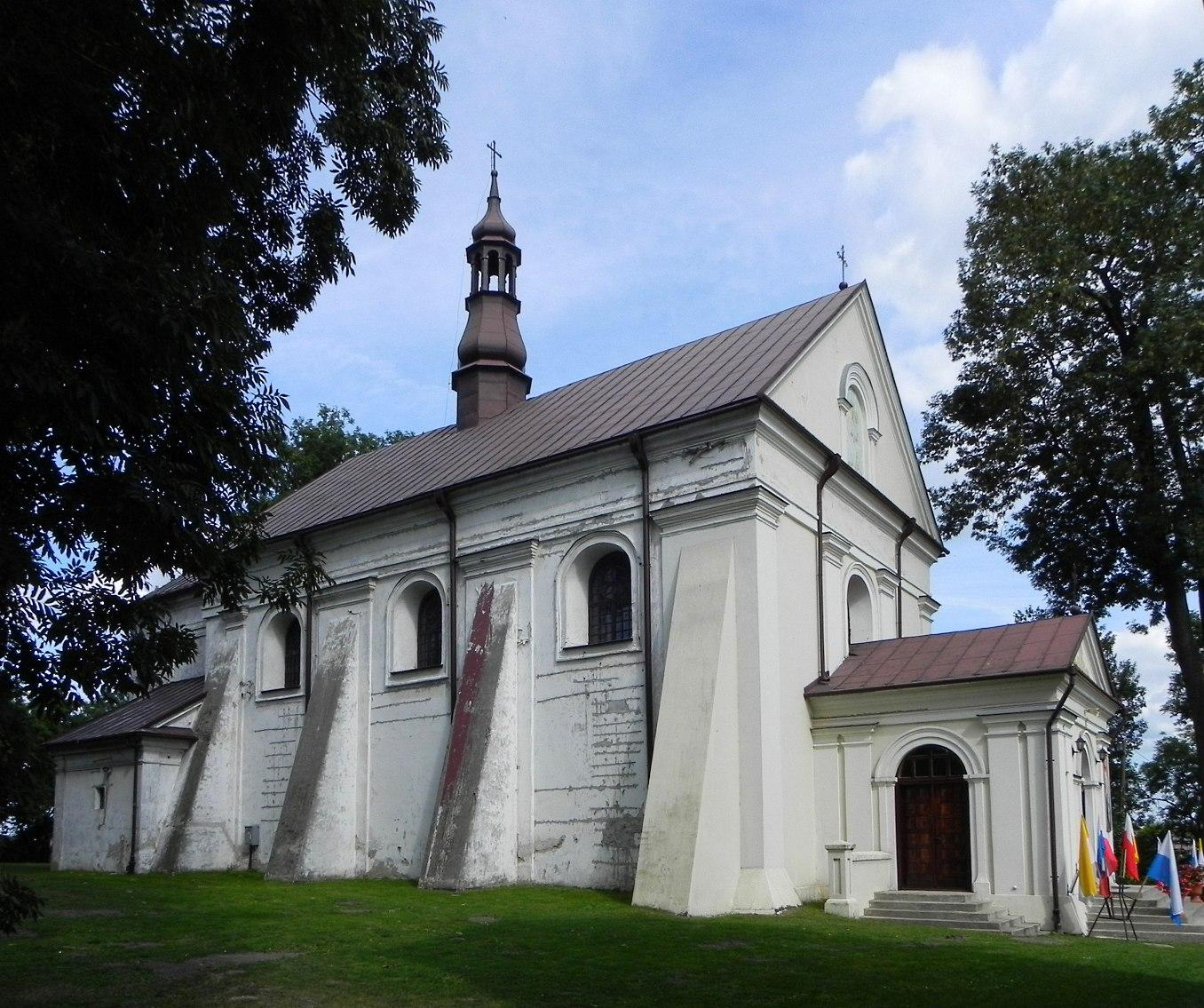
Sanktuarium Matki Bożej Sokalskiej

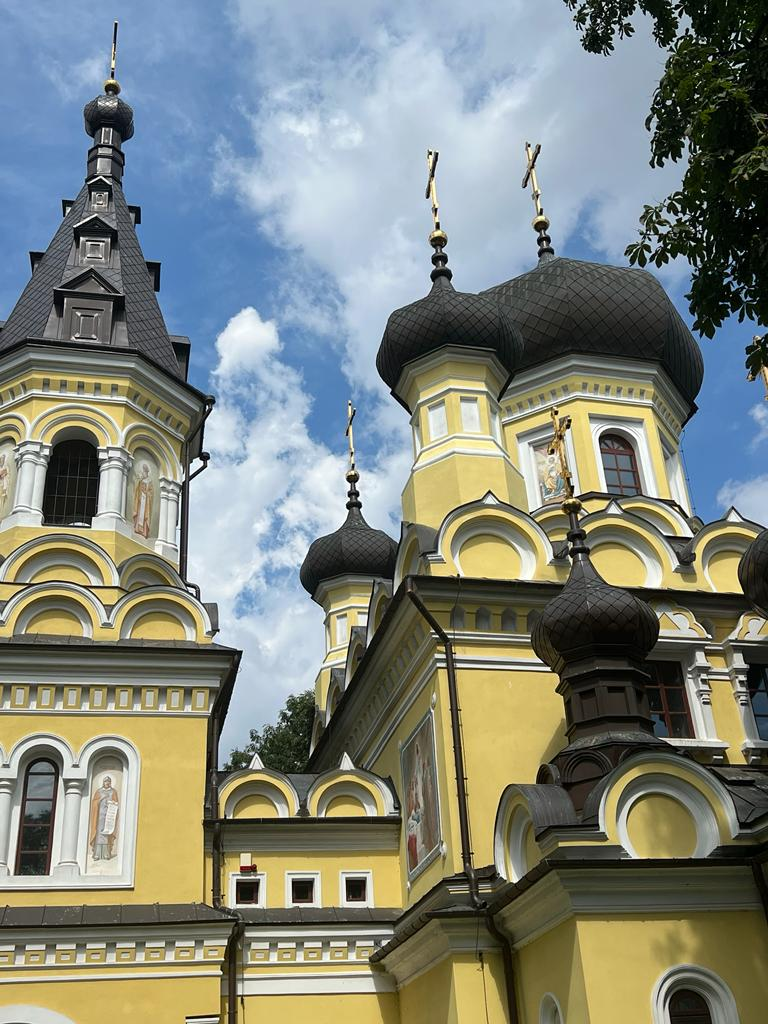
Cerkiew prawosławna Zaśnięcia Najświętszej Maryi Panny

- kościoły i cerkwie w Hrubieszowie:
  - kościół rzymskokatolicki św. Stanisława Kostki (Sanktuarium Matki Bożej Sokalskiej), dawna cerkiew murowana zbudowana w latach 1795–1828. Do 1875 roku była cerkwią unicką pod wezwaniem świętego Mikołaja Cudotwórcy. Po likwidacji unickiej diecezji chełmskiej w 1875 świątynię przemianowano na cerkiew prawosławną. W 1918 roku obiekt został rewindykowany na rzecz katolików i rekoncyliowany na kościół świętego Stanisława Kostki, w 2002 otrzymał tytuł sanktuarium Matki Boskiej Sokalskiej. W skład zespołu zabytkowego wchodzi także:
    - dzwonnica murowana 1868 r. Dzwonnica murowana została ufundowana przez unitę Antoniego Hapońskiego, starostę cerkiewnego w 1868 roku, w 1869 roku ufundował on także budowę cerkiewnego przedsionka, a całość ogrodził. Koszt prac zawarł się w kwocie 3875 rubli i 93 kopiejek,
    - plebania drewniana, pocz. XX w.;

  - parafialna cerkiew prawosławna Zaśnięcia Przenajświętszej Bogurodzicy,
  - kościół rzymskokatolicki Matki Boskiej Nieustającej Pomocy, zbudowany jako wojskowa cerkiew prawosławna w latach 1903–1905,
  - kościół rzymskokatolicki św. Mikołaja, podominikański, bazylikowy, powstał w latach 1736–1766,
- zespół dworski Du Chateau (ul. 3 maja 11):
  - dwór (obecnie Muzeum im. St. Staszica) murowany w 1791 r., skrzydło zach. przed 1860 r., wsch. 1941 r. Dworek Du Chateau wywodzi swoją nazwę od hrubieszowskiej rodziny, której protoplastą był żołnierz napoleoński i do której należał od 1850 r. Centralna część dworu została wzniesiona na miejscu dawnego hrubieszowskiego zamku w roku 1791. Jest to budowla parterowa, nakryta mansardowym dachem. Z piętrową częścią centralną ozdobioną czterokolumnowym portykiem wgłębnym. Do pierwotnego dworu przylegają zbudowane później (prawe około 1860 r. a lewe w 1941 r.) prostokątne skrzydła. Po wojnie mieściła się tutaj placówka NKWD. Ostatnią właścicielką dworku była Maria Julia z Mazarakich du Chateau, wdowa po Juliuszu du Chateau (obydwoje spoczywają na hrubieszowskim cmentarzu). Obecnie budynek mieści siedziby Towarzystwa Regionalnego Hrubieszowskiego oraz Muzeum Regionalnego im. Stanisława Staszica. W tym ostatnim znajdują się ekspozycje poświęcone archeologii, etnografii oraz Towarzystwu Rolniczemu Hrubieszowskiemu. Nieopodal dworku stoi budynek z 1920 r., obecnie siedziba Fundacji Kultury i Przyjaźni Polsko-Francuskiej, założonej dzięki staraniom Stefana du Chateau,
  - ogród, pierwsza połowa XIX w.;
- stary i nowy cmentarz żydowski w Hrubieszowie:
  - stary cmentarz żydowski w Hrubieszowie został założony w XVI wieku. Ostatni znany pochówek odbył się w połowie lat 50. XX wieku[24],
  - nowy cmentarz żydowski w Hrubieszowie został założony pod koniec XIX wieku. Pojawił się na mapie Hrubieszowa z 1876, lecz brak danych na temat jego istnienia[25];
- synagogi w Hrubieszowie:
  - Synagoga w Hrubieszowie
  - Nowa Synagoga w Hrubieszowie
  - Stara Synagoga w Hrubieszowie

## Gospodarka
Liczący blisko 16 tys. mieszkańców Hrubieszów jest jednym z ośrodków terenów nadgranicznych województwa lubelskiego. Stolica powiatu składającego się z 8 gmin spełnia funkcje lokalne i regionalne, w tym administracyjno-usługowe, gospodarcze, kulturalno-edukacyjne i ośrodka współpracy transgranicznej.
Pod Hrubieszowem znajdują się bogate, choć niezagospodarowane złoża węgla kamiennego. Najbliżej położonym od Hrubieszowa miastem jest górniczy Nowowołyńsk.
Kreatywne Centrum Edukacji i Współpracy Gospodarczej
W 2022 roku utworzona została jednostka budżetowa miasta, której podstawowym celem jest kreowanie warunków rozwoju lokalnego biznesu, opartego na wiedzy, innowacjach i nowych modelach biznesowych, tworzenie możliwości rozwoju kompetencji dzieci i młodzieży w dziedzinie między innymi programowania i robotyki oraz podnoszenie świadomości ekologicznej. Utworzenie KCEiWG wynika z założeń projektu „Rozwój Lokalny Hrubieszowa – od partycypacji do realizacji”, na który Miasto otrzymało ponad 16 mln złotych dofinansowania z programu „Rozwój lokalny”, finansowanego z Norweskiego Mechanizmu Finansowego i Mechanizmu Finansowego Europejskiego Obszaru Gospodarczego (EOG).

## Transport

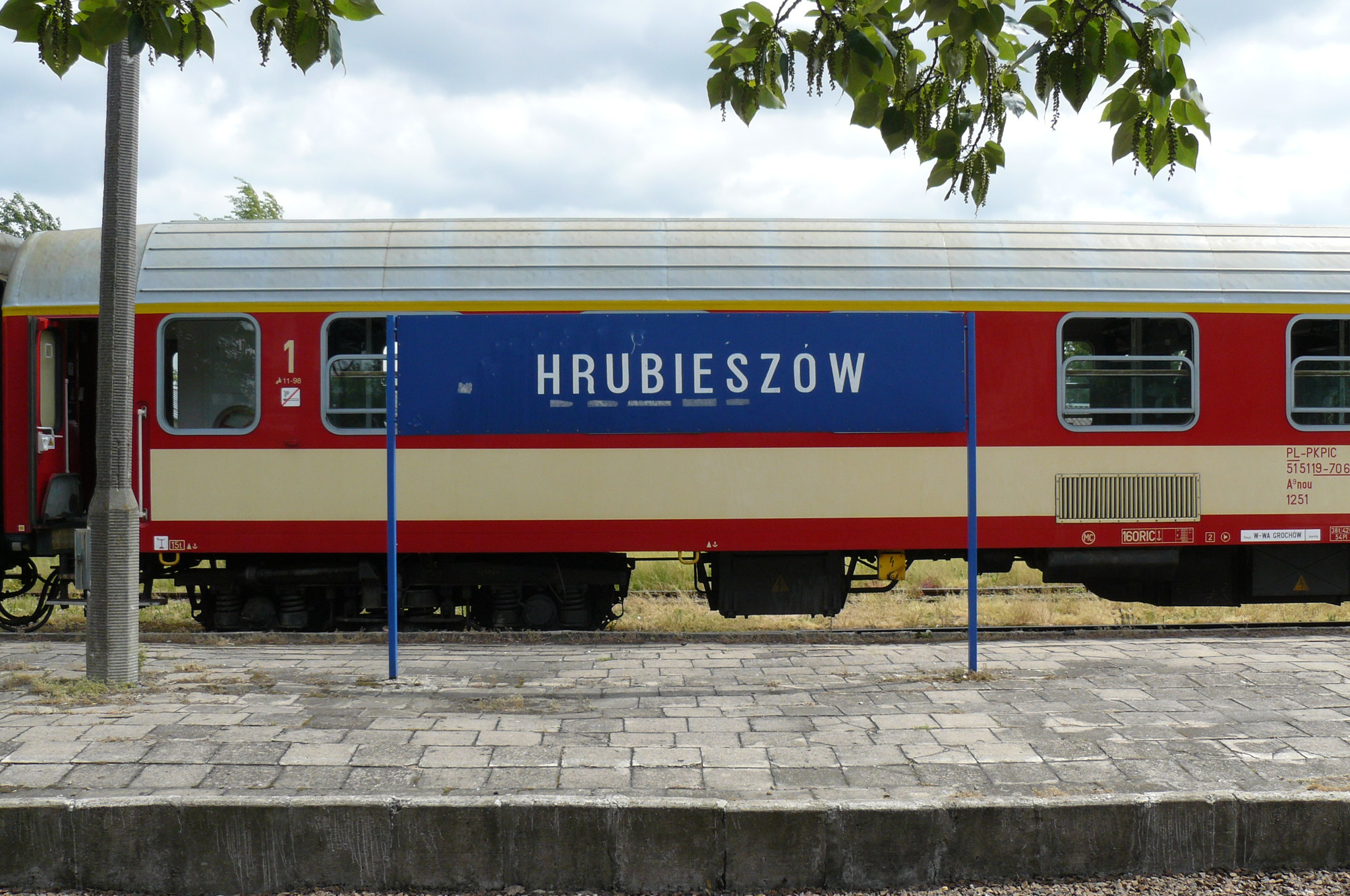
Pociąg specjalny w Hrubieszowie (25.05.2013)

Obecnie Hrubieszów jest przystankiem na drodze krajowej nr 74 Piotrków Trybunalski – Kielce – Kraśnik – Zamość – Hrubieszów – Zosin (drogowe przejście graniczne), oraz na Linii Hutniczej Szerokotorowej, przy której pod miastem znajduje się kolejowe przejście graniczne. W mieście znajduje się również stacja kolejowa Hrubieszów Miasto, od której odchodzi linia normalnotorowa nr 72 do Zawady. W przeszłości Hrubieszów leżał również przy Hrubieszowskiej Kolei Dojazdowej.
Do Hrubieszowa dojeżdżają obecnie trzy pary pociągów PKP Intercity: IC Hetman oraz IC Kasztelan z Krakowa przez Tarnów, Mielec, Tarnobrzeg, Stalową Wolę, Biłgoraj i Zamość i IC Górski ze Świnoujścia przez Szczecin, Poznań, Konin, Kutno, Warszawę, Lublin i Zamość lub z Lublina przez Świdnik, Krasnystaw i Zamość.
Istnieje tu też rozwinięta komunikacja licznych przewoźników prywatnych łączących miasto z Lublinem, Chełmem, Zamościem, Warszawą, Rzeszowem, a także okolicznymi miejscowościami powiatu. W przeszłości istniała rozwinięta komunikacja autobusowa obsługiwana przez PKS Hrubieszów (do 20 lutego 2012 roku będący filią PKS Wschód), od 1 lipca 2018 r. znajdujący się w stanie upadłości. Hrubieszów posiadał bezpośrednie połączenia autobusowe ponadto z Krakowem, Katowicami, Tomaszowem Lubelskim, Kielcami, Wrocławiem, Częstochową, Opolem, a w okresie letnim dodatkowo z Zakopanem, Ustką, Węgorzewem i Helem. Autobusy międzynarodowe docierały do Włodzimierza i Łucka. W latach 1980–1990 i 2011–2017 PKS Hrubieszów obsługiwał dodatkowo komunikację miejską.
Od 21 października 2015 r. czynna jest obwodnica Hrubieszowa.

## Oświata
Żłobki i dzienna opieka:
- Niepubliczny Żłobek „Biedronka” w Hrubieszowie, ul. Polna 10 D
- Niepubliczny Żłobek „Bajkowa Przystań” w Hrubieszowie, ul. Targowa 24
- Hrubieszowska Opieka Dzienna nad dziećmi Przytulankowo, ul. Polna 16
- Tulisiowo Opieka Dzienna nad dziećmi, ul. Polna 16

Przedszkola:
- Miejskie Przedszkole Nr 1 im. „Małego Księcia”, ul. Piłsudskiego 59
- Miejskie Przedszkole Nr 2, ul. Hubala 11
- Miejskie Przedszkole Nr 3, ul. Grotthusów 1
- Miejskie Przedszkole Nr 5, ul. Listopadowa 4
- Niepubliczne Przedszkole Specjalne „Mamy Siebie”, ul. Zamojska 16 A

Szkoły podstawowe:
- Szkoła Podstawowa nr 1 im. B. Prusa, ul. Listopadowa 12
- Szkoła Podstawowa nr 2 im. WOP, ul. Żeromskiego 29
- Szkoła Podstawowa nr 3 im. mjr. Henryka Dobrzańskiego Hubala, ul. Zamojska 16

- Specjalny Ośrodek Szkolno-Wychowawczy, ul. Zamojska 16A

Szkoły ponadpodstawowe:
- Zespół Szkół nr 1, ul. Zamojska 18A
- Zespół Szkół nr 2 w Hrubieszowie, ul. 3 Maja 1
- Zespół Szkół nr 3 im. Tadeusza Kościuszki w Hrubieszowie, ul. Żeromskiego 11
- Zespół Szkół nr 4, ul Dwernickiego 10
- Zakład Doskonalenia Zawodowego, ul. Partyzantów 9

Szkoły specjalne:
- Powiatowy Zespół Placówek Szkolno-Wychowawczych, ul. Zamojska 16 A

## Wojsko
2. Hrubieszowski Pułk Rozpoznawczy im. mjr. Henryka Dobrzańskiego „Hubala” (Hubal służył w Hrubieszowie w latach 1934–1936), został powołany decyzją szefa Sztabu Generalnego Wojska Polskiego z dnia 25 maja 1994 roku. Powstał na bazie 8. Ośrodka Materiałowego w Hrubieszowie. Jednostka obecnie podlega Dowództwu Wojsk Lądowych. Pułk składa się z 5 kompanii bojowych: cztery to kompanie rozpoznawcze, jedna z BWR-ami (8 szt.) i BRDM-ami, dwie z BRDM-ami i wozami dowodzenia R-5, czwarta kompania – kompania specjalna wyposażona jest w samochody osobowo-terenowe. Piąta kompania to pododdział radioelektroniczny, przeznaczony do prowadzenia namierzania i zakłóceń radiowych oraz rozpoznania radioelektronicznego. Oprócz tych pięciu kompanii w skład pułku wchodzi również pluton rozpoznania skażeń, a z pododdziałów logistycznych: kompania remontowa, zaopatrzenia i medyczna. 8 czerwca 1996 r. otrzymał sztandar ufundowany przez społeczeństwo ziemi hrubieszowskiej.

## Zakład Karny Hrubieszów
Zakład Karny w Hrubieszowie utworzono 31 lipca 1968 r., ma 630 miejsc i jest to najbardziej wysunięta na wschód jednostka penitencjarna w powojennej Polsce. Po 13 grudnia 1981 r., kiedy wprowadzono stan wojenny, więzienie to było jednym z ośrodków internowania, przyjęło także skazanych za naruszenie dekretu o stanie wojennym. Przez zakład przewinęło się około 150 więźniów tego rodzaju. Jesienią 1989 r. dwukrotnie doszło do buntu osadzonych.

## Kultura i sztuka

### Biblioteka
Biblioteka w Hrubieszowie działa od 1922. Oprócz działalności statutowej organizuje spotkania autorskie, konkursy czytelnicze, kiermasze książkowe, seanse filmowe oraz wystawy, a także jest współorganizatorem wydarzeń kulturalnych w regionie (Prusowskie – 1997; sejmik i zjazd towarzystw regionalnych – 1999 i 2000; obchody 600-lecia Hrubieszowa). Od 2011 Biblioteka bierze udział w projekcie Cyfrowe Archiwa Tradycji Lokalnej. W cyfrowym archiwum udostępniono około 3000 materiałów archiwalnych, w tym kolekcje dotyczące dziejów kolejarzy z Gozdowa, historii 2 Pułku Strzelców Konnych w Hrubieszowie i Szkoły Kadetów im. Józefa Piłsudskiego we Lwowie.  
Struktura organizacyjna Biblioteki: Dział Gromadzenia i Opracowania Zbiorów, Dział Udostępniania Zbiorów oraz trzy filie na terenie Hrubieszowa (nr 1 przy ulicy Polnej 16, nr 3 przy ulicy Grotthusów 26 i nr 4 przy ulicy Unii Horodelskiej 19).
W 2000 roku została uhonorowana przez Towarzystwo Regionalne Hrubieszowskie medalionem z okazji 600-lecia Hrubieszowa i 40-lecia Towarzystwa.
Od 17 lutego 2023 r. Biblioteka mieści się w budynku przy ul. 3 Maja 10 w Hrubieszowie, który powstał w 1920 roku
Instytucja działa obecnie pod nazwą Miejska Biblioteka Publiczna – Hrubieszowskie Centrum Dziedzictwa i ma doskonale wyposażoną wypożyczalnię dla dzieci, młodzieży i dorosłych, czytelnię prasy, świetnie zaopatrzony dział multimediów, pracownię dla twórców, a także wielofunkcyjną salą konferencyjną.

### Zespół wokalny „Lechici”
Zespół wokalny „Lechici” działa przy Parafii Garnizonowej Matki Bożej Nieustającej Pomocy w Hrubieszowie. Powstał w 1983 r. z inicjatywy organisty Leszka Opały. Repertuar zespołu zawiera pieśni i piosenki religijne, patriotyczne, wojskowe, ludowe i rozrywkowe – a cappella i wokalno-instrumentalne.
Zespół brał udział w wielu festiwalach piosenki religijnej (Łódź, Lubaczów, Warszawa, Płock, Osiek), patriotycznej i wojskowej (Arsenał Artystyczny Wojska Polskiego ’94, Kołobrzeg ’95). Zapraszany był również na koncerty do licznych miast Polski, Ukrainy (m.in. Lwów, Równe, Włodzimierz), Litwy (Wilno). Współpracuje z Orkiestrą Symfoniczną im. Karola Namysłowskiego (daw. Polską Orkiestrą Włościańską), Orkiestrą Garnizonu Zamość i Chórem Rezonans (m.in. wspólne występy w ramach Zamojskich Dni Muzyki, w czasie których zespół wykonał: Mszę h-moll J. Haydna (1999), a w Roku Bachowskim 2000 Kantatę nr 61 J.S. Bacha).
Zespół ma w swoim dorobku nagrania radiowe i telewizyjne, wydał również płyty CD z piosenkami religijnymi i kolędami oraz płyty DVD z teledyskami. Dużo koncertował na terenie całego kraju.

### Zespół Pieśni i Tańca Ziemi Hrubieszowskiej
Zespół Pieśni i Tańca skupia uczniów hrubieszowskich szkół zainteresowanych folklorem i kulturą rodzimą. Założony w 1987 roku początkowo miał być jedynie zespołem dziecięcym, jednak mali tancerze, dorastając, nadal pragnęli kontynuować swoją przygodę z tańcem. Obecnie praca prowadzona jest w sześciu grupach wiekowych (ponad 120 osób w wieku od 6 do 20 lat).

### Teatr Piosenki Młyn
Teatr Piosenki Młyn jest grupą skupiającą artystów z Hrubieszowa, tworzących piosenkę literacką, poetycką, kabaretową oraz amatorskie spektakle teatralne.

## Wspólnoty wyznaniowe

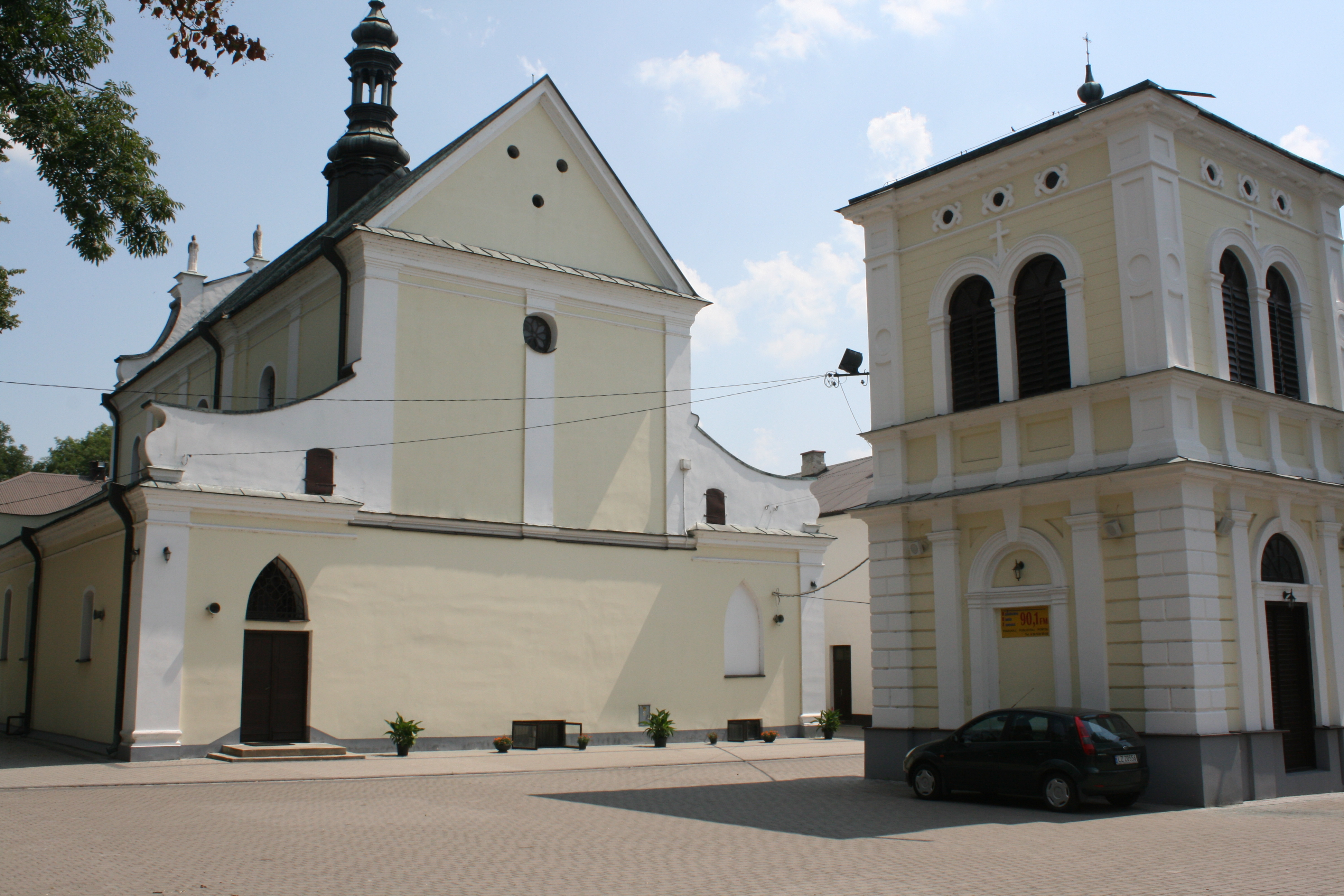
Kościół św. Mikołaja

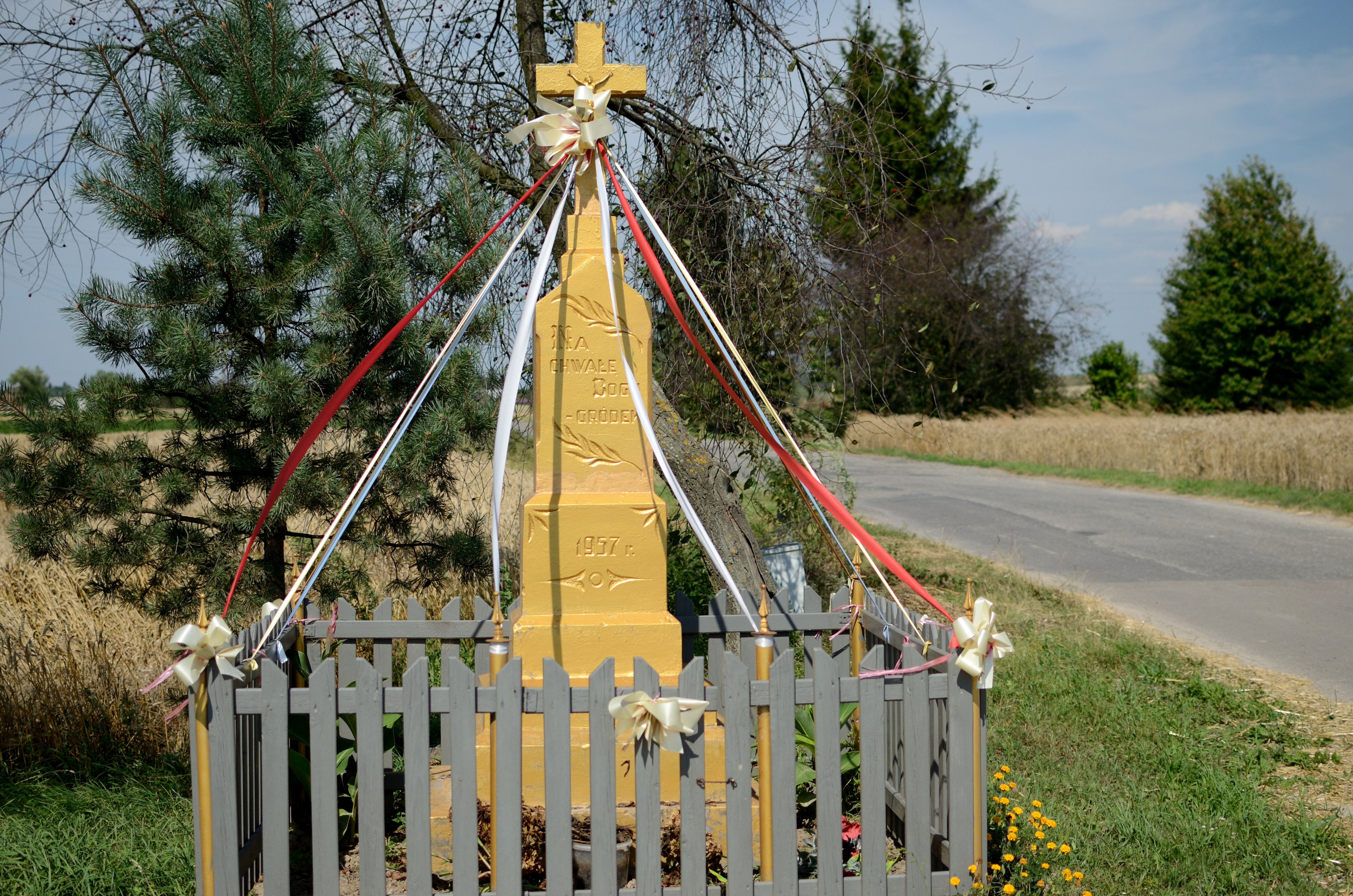
Krzyż przydrożny w Hrubieszowie

Na terenie miasta działalność religijną prowadzą następujące kościoły i związki wyznaniowe:

### Katolicyzm
- Kościół rzymskokatolicki:
  - Parafia św. Mikołaja (erygowana w 1400)[40]
  - Parafia pw. Matki Boskiej Nieustającej Pomocy[41] (eryg. 27 czerwca 1982)[42]
  - Parafia pw. Ducha Świętego (eryg. 15 czerwca 2001)[43]
  - Parafia pw. św. Stanisława Kostki (eryg. 13 czerwca 2001)[44]

### Kościoły ewangeliczne
- Kościół Boży w Chrystusie:
  - Centrum Chrześcijańskie „Rebeka”[45]
- Kościół Chrześcijan Wiary Ewangelicznej:
  - zbór w Hrubieszowie[46]
- Kościół Ewangelicznych Chrześcijan:
  - zbór w Hrubieszowie[47]

### Prawosławie
- Polski Autokefaliczny Kościół Prawosławny:
  - Parafia Zaśnięcia Przenajświętszej Bogurodzicy[48]

### Świadkowie Jehowy
- Świadkowie Jehowy – dwa zbory z Salą Królestwa[49][50][51].

## Sport
W Hrubieszowie istnieje kilka klubów, głównie są to zespoły młodzieżowe i amatorskie, jak np.:
- MKS Unia Hrubieszów – piłka nożna (grający obecnie w Klasie A), lekkoatletyka, podnoszenie ciężarów
- UKS Grześ Hrubieszów – unihokej[potrzebny przypis]

## Szlaki turystyczne
Nadbużański szlak rowerowy

## Hejnał

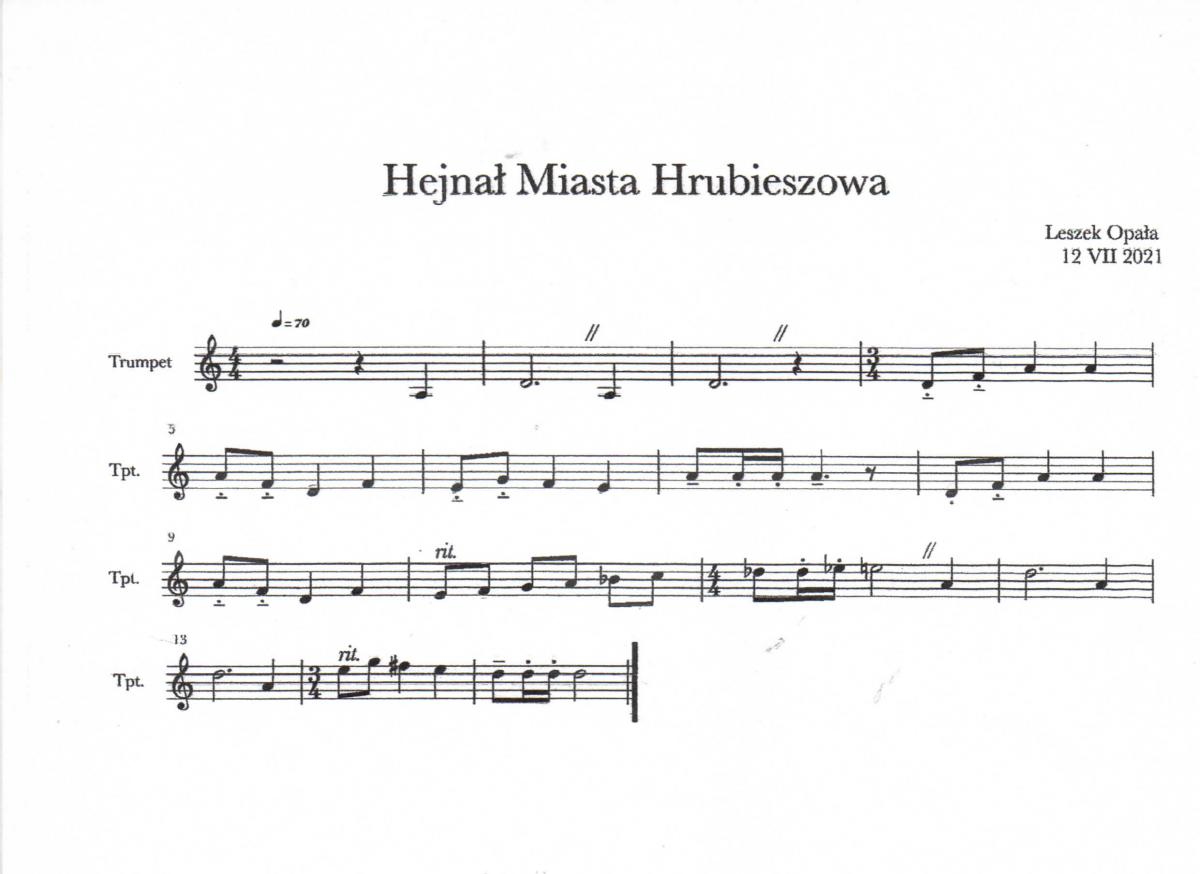
Notacja muzyczna Hejnału Hrubieszowa

- Hejnał Hrubieszowa został przyjęty przez Radę Miejską podczas sesji 21 grudnia 2021 r.[52] Prawie 50 sekundowy utwór skomponował Leszek Opała, muzyk, kompozytor, twórca i kierownik zespołu „Lechici”. Przy pracy nad kompozycją autor wykorzystał fragment hymnu Hrubieszowa – Hrubieszowska Ty Ziemico. Hejnał miał swoją premierę 19 września 2021 r. podczas corocznego święta miasta, które odbywa się pod nazwą „Rubienalia”. Od stycznia 2022 r. melodia odtwarzana jest codziennie w południe z gmachu Urzędu Miasta Hrubieszów[53].

## Miasta partnerskie
- Bijelo Polje, Czarnogóra
- Kapuvár, Węgry
- Kamieniec Podolski, Ukraina
- Włodzimierz, Ukraina
- Sokal, Ukraina
- Swisztow, Bułgaria
- Przasnysz, Polska[54]